# Zeuxis (general)
Zeuxis (en llatí Zeuxis, en grec antic Ζεῦξις) fou un general al servei d'Antíoc III el Gran.
Va fer la guerra contra el rebel sàtrapa Moló de Mèdia, al que va impedir creuar el Tigris. El comandant en cap era Xenetes que li va encarregar la vigilància del campament quan va fer l'intent malaurat de perseguir Moló. Es va haver de retirar i Moló va poder travessar el riu sense oposició.
Quan el mateix Antíoc va marxar contra Moló, Zeuxis el va persuadir de creuar el Tigris. Antíoc li va donar el comandament de l'ala esquerra en la batalla que va seguir. Va tenir part important en el setge de Selèucia del Tigris, segons Polibi. Segurament va rebre algun temps després la satrapia de Lídia. En la guerra contra Àtal Antíoc li va demanar proveïment de gra, que Zeuxis va obtenir pel rei.
A la decisiva batalla de Magnèsia contra els romans, Zeuxis era un dels comandants selèucides. Després de la victòria romana va ser un dels ambaixadors enviats a Escipió Asiàtic per tractar de la pau, missió que el va portar fins a Roma, segons Polibi i Titus Livi. Ja no se'l torna a mencionar.